# Пейзаж московской окраины
«Пейзаж московской окраины» (1919) — самая ранняя из известных картин московского художника Сергея Маркина (1903—1942). На ней изображён индустриальный городской пейзаж северо-восточной окраины Москвы — район Благуша в 1919 году.
Показан вид на фабричные корпуса Мастерских тяжёлой артиллерии (Мастяжарт). Картина несколько раз публиковалась и была представлена на выставке «За фасадом эпохи: истории московских художников 1920-х — 1940-х годов» в Москве (2021—2022).

## Художник
С. И. Маркин в 1919 году году Сергей Маркин учился в мастерской Ф. Ф. Федоровского (1918—1920) на Первых свободных государственных мастерских (позже на их базе был создан ВХУТЕМАС). Она могла быть отчётной работой по изучению художником цвета и формы.
Картина была написана маслом с натуры в районе у дома, где жил художник, она дорабатывалась в мастерской у родителей в Измайлово (Благуша).
Пейзаж показывает заводские корпуса которые в разные годы были:
- Земли Удельного ведомства сдаваемые в аренду для сельского хозяйства, а затем строительства фабричного городка.
- 1893 — Строительство и открытие Фабрики Вильгельма Бонакера (В. Бонакеръ; нем. W. Bonacker) по производству жестяных изделий (красочные коробки и изображения на металле).
- 1911 — Расширение территории фабрики, её управление акционерным обществом «В. Бонакеръ».
- 1914 — Объединение производства с соседним механическим заводом во время I мировой войны.
- 1917 — Создано «Московское акционерное общество металлических изделий в Москве».
- 1919 — Создание советских «Мастерских тяжёлой артиллерии» (Мастяжарт).
- 1933 — Советские военные заводы под различными номерами.
- 1966 — Московский машиностроительный завод «Вымпел».

### Отзывы критиков
Ольга Ройтенберг опубликовала большое изображение этой картины (Страница 391).

### Выставки
Картина участвовала в выставках:
- Галерея «Роза Азора»[уточнить]

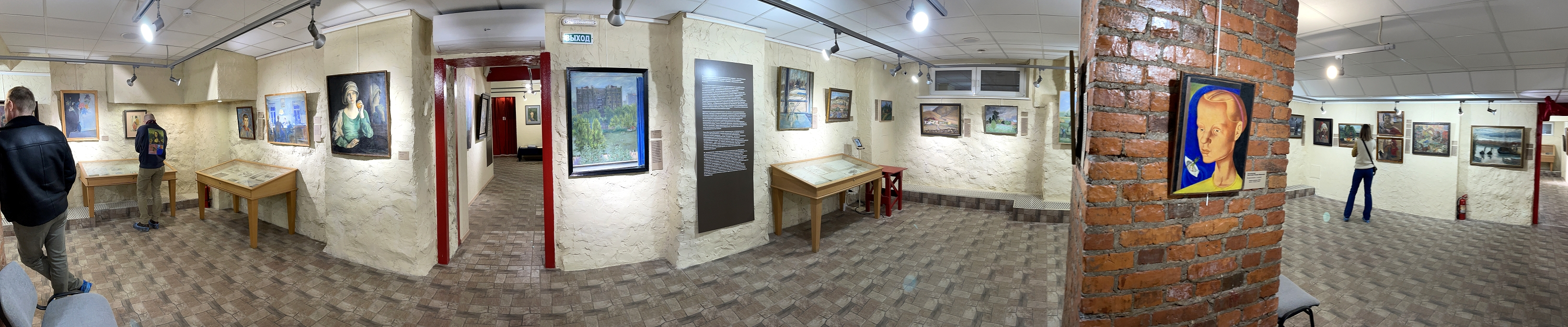
Картина (в центральной части) на выставке, 2022

- 2021 — Москва: Галеев-галерея, выставка «За фасадом эпохи» (ноябрь 2021 — февраль 2022).